# 이미소 (1988년)
이루안(1988년 10월 29일 ~ )는 대한민국의 연예인이며, 엄마는 배우 김부선이다. (1963.12) (쓰쓰통 webtoon)
외모가 젊은 시절의 김부선과 동일하며, 키도 둘 다 169cm로 동일하다.

## 학력
- 건국대학교 영화과 학사

## 가족 관계
- 김부선은 2012년 SBS 《강심장》에 출연하여 "내가 사회적으로 물의를 일으킬 때 마다 (딸이) 나쁜 한 남자의 딸이라는 이유로 학교에서 많이 맞았다"고 밝혔다.[2]

## 출연 작품

### 영화
- 《길복순》 (2023년) - 선생님 역 (우정출연)
- 《불한당: 나쁜 놈들의 세상》 (2017년) - 오세안무역 광고 미녀 3 역
- 《어느날》 (2017년) - 원룸텔 관리인 역
- 《남과 여》 (2016년) - 문주 역
- 《설지》 (2015년) - 순영 역
- 《선지자의 밤》 (2015년) - 여주 역
- 《쎄시봉》 (2015년) - 란 역
- 《마녀》 (2014년) - 세민 역
- 《나의 PS 파트너》 (2012년) - 혜림 역
- 《가족 계획》 (2010년) - 세민 역
- 《시라노; 연애조작단》 (2010년) - 미수 역
- 《구경》 (2009년)
- 《여고괴담 5: 동반자살》 (2009년) - 이미소 역
- 《황진이》 (2007년) - 황진사 계집종 역
- 《너는 내 운명》 (2005년) - 미소 역
- 《보리울의 여름》 (2003년) - 미소 역

### 드라마
- 《리턴》 (2018년, SBS) - 젊은 최자혜 / 정인해 역
- 《tvN 드라마 스테이지 - 오늘도 탬버린을 모십니다》 (2017년, tvN) - 양지애 역
- 《초인시대》 (2015년, tvN) - 미소 역
- 《응답하라 1994》 (2013년, tvN) - 칠봉이의 야구부 매니저 역
- 《KBS 드라마 스페셜 - 리메모리》 (2012년, KBS2) - 김민주 역
- 《KBS 드라마 스페셜 - 소년, 소녀를 만나다》 (2010년, KBS2)
- 《별순검 시즌1》 (2007년, MBC Every1)

### 예능
- 《작정하고 본방사수》 (KBS)
- 《엄마의 소개팅》 (KBS)